# Herodes (poeta)
Herodes o Herondes segons alguns manuscrits (grec antic: Ἡρώδας o Ἡρώνδας) va ser un poeta grec autor d'unes breus escenes teatrals en vers iàmbic escrites en època hel·lenística, sense que se sàpiga exactament quan, encara que se suposa que va viure al segle iii aC.
És conegut sobretot perquè és l'únic representant d'una forma de teatre que si no fos per ell no es coneixeria. Estobeu, compilador d'extractes d'autors antics, cita set passatges d'Herodes i diu que els seus poemes eren mimiambes (iambes mímics). El mim era un gènere teatral que sembla que representava un entreteniment popular, que s'escenificava almenys des de l'època clàssica, on tenia com a representant Sofró, al segle V aC. Era un diàleg o un monòleg, generalment en prosa que parlava d'escenes de la "vida quotidiana".
Els poemes d'Herodes eren representats amb tota probabilitat per un únic actor, i també circulaven manuscrits, tal com feien els Εἰδύλλια (Idil·lis) de Teòcrit de Siracusa. Feia servir el metre i el llenguatge dels primitius poetes iàmbics, especialment el d'Hiponacte, poeta del segle vi aC. Cap dels autors d'època romana no parla d'Herodes, excepte Plini el Jove, que l'alaba i el relaciona amb Cal·límac de Cirene. Plini diu que els dos poetes eren de la mateixa època i pertanyien a la mateixa escola.

## Estil i contingut
Els Mimiambes tenen una forma ben elaborada i un estil arcaïtzant, ja que utilitza el dialecte jònic, encara que només en la forma de les paraules, ja que la sintaxi i la gramàtica són àtics. Plantegen situacions humorístiques i els personatges són estereotipats i extravagants. El llenguatge és vehement i de vegades groller. Els Mimiambes es coneixen per un manuscrit que va adquirir el Museu Britànic l'any 1889, publicat diverses vegades.

### Mimiambe I: l'alcavota o la mitjancera
Una dona vella, ara alcavota, truca a la porta de casa de Mètrique, que té el marit absent a causa de negocis mercantils, potser a Egipte. La vella tracta de despertar el seu interès per un jove que s'havia enamorat de Mètrique a primera vista. Després d'escoltar els arguments de la vella, Mètrique rebutja l'oferta amb dignitat, però la consola amb un gran vas de vi.

### Mimiambe II: l'alcavot
El que resta d'aquest mimiambe és un monòleg on l'amo d'una casa de meuques es queixa davant d'un tribunal de que un personatge incívic ha entrat de nit al seu establiment i ha volgut prendre per la força a Mírtale, una de les prostitutes. L'alcavot, en un discurs que és una paròdia burlesca dels discursos jurídics, demana als jutges que no desmereixin de les seves sentències tradicionals i condemnin l'agressor. Com a mostra presenta Mírtale, a la que fa despullar (la noia es mostra avergonyida o fingeix vergonya) i ensenya els cops i els blaus que diu que li ha fet l'atacant. Tot el mimiambe és una molt ben trobada paròdia.

### Mimiambe III: el mestre
Metròtime, una mare desesperada i segurament empobrida pels actes del seu fill Còttal, porta davant del mestre Lamprisc a Còttal, a qui ni ella ni el seu pare, ja vell, poden dominar. Li explica al mestre les malifetes del noi i només pensa en la venjança, a veure si a cops de fuet el pot adreçar. Però és inútil, ja que el mal ve de lluny i és massa tard.

### Mimiambe IV: les dones que ofereixen sacrificis i un ex-vot a Asclepi
Dues dones, amigues, es dirigeixen al temple d'Asclepi a oferir un sacrifici. Còccale ha rebut l'acció beneficiosa del déu, però com que no coneix els rituals d'agraïment es fa acompanyar per una amiga experimentada. Cinno. Les dones s'entretenen en observar les riqueses del temple, mentre apareix un sagristà (l'encarregat de tenir cura del temple) descrit per Herodes d'una forma breu i magistral.

### Mimiambe V: la gelosa
Una dona gelosa, mare de família, respectable i segurament "madura", vol castigar un esclau, Gastró, el seu amant, perquè creu (i la seva suposició es confirma) que l'ha enganyada amb una certa Amfitea. El castiga a ser passejat per tota la ciutat mentre li donen dues mil fuetades. El càstig s'endarrereix per la celebració d'unes festes Gerènies, dedicades als morts, però segurament no es perdona. La dona gelosa no atén a raons i és malparlada.

### Mimiambe VI: les amigues en col·loqui
Una dona, Metro, ha trobat el moment de visitar una amiga de confiança, Coritto, que li havia prestat un estri que Metro vol aconseguir. L'estri és un instrument de plaer eròtic, un consolador. La conversa és enginyosa i procaç, i al final se sap que el fabricant és un home, Cerdó, que oculta el seu treball amb l'ofici de sabater.

### Mimiambe VII: el sabater
Metro, potser la mateixa que al mimiambe VI, porta unes amigues seves de les que no se'n sap el nom, a casa del sabater Cerdó, potser també el mateix del mimiambe anterior. Es descriu la visita i les lloes que el sabater fa de les sabates que fabrica, dirigides a guanyar les dues dones que li porta Metro. Hi ha un regateig sobre els preus, i es descriu una tècnica de vendes, rudimentària però profitosa.

### Mimiambe VIII: el somni
És un poema de difícil lectura, pel seu estat fragmentari i perquè fa la descripció d'un somni al·legòric on es barreja constantment la realitat. El poeta desperta els seus servents per explicar el somni que ha tingut. Herodes defineix prou bé els personatges que hi apareixen.

### Altres mimiambes
El manuscrit del Museu Britànic inclou un altre mimiambe del que només es coneix el títol i uns fragments pràcticament inintel·ligibles. Estobeu recull alguns versos de tres mimiambes més, i Ateneu de Nàucratis cita un sol vers d'un altre mimiambe, dels que no se n'han conservat ni tan sols els títols.